# Apoteosi di Maria (Geertgen tot Sint Jans)
L' Apoteosi di Maria o Glorificazione di Maria è un dipinto del pittore olandese Geertgen tot Sint Jans realizzato circa nel 1480 e conservato nel Museo Boijmans Van Beuningen di Rotterdam nei Paesi Bassi. Il pannello fu parte di un dittico.

## Descrizione e stile
Il dipinto, date le sue dimensioni, doveva servire come oggetto di culto, specialmente durante la recita del rosario.
L'ispirazione per la sua pittura è stata Genesi (Gn 3.15) e l'Apocalisse di Giovanni  (Ap 12. 1):
( Vecchio Testamento - Genesi, in La Sacra Bibbia - Annodata da Giuseppe Ricciotti, Salani editore, 1991,  p. 40, ISBN 88-403-6898-1.)
( Nuovo Testamento - Apocalisse di S. Giovanni, in La Sacra Bibbia - Annodata da Giuseppe Ricciotti, Salani editore, 1991,  p. 1772, ISBN 88-403-6898-1.)
Il dipinto raffigura la Vergine Maria con in braccio il bambino Gesù. Maria è circondata da angeli e serafini, ella è seduta su una falce di luna che schiaccia il drago simbolo di Lucifero.